# Prêmios Elan d'or
Os Prêmios Elan d'or (エランドール賞, Erandōru Shō) são prêmios apresentados anualmente pela All Nippon Producers Association (ANPA) no Japão para reconhecer realizações notáveis em filmes e televisão.
A primeira cerimônia foi realizada em 1956. Até 1960, os Prêmios Elan d'or concentravam-se apenas na categoria Iniciante do Ano. As outras cinco categorias foram adicionadas oficialmente em 2001.

## Categorias
Os prêmios são apresentados nas seguintes categorias.
- Iniciante do Ano
- Melhor Papel
- Prêmio Elan d'or da Associação
- Melhor Produtor
- Prêmio Especial